# Sốt phó thương hàn
Sốt phó thương hàn, gọi đơn giản là phó thương hàn, là một bệnh nhiễm khuẩn do một trong ba loại Salmonella enterica gây ra. Các triệu chứng thường bắt đầu từ 6-30 ngày sau khi bị nhiễm và giống như triệu chứng sốt thương hàn. Thông thường, khởi phát từ từ bằng một cơn sốt cao xảy ra trong vài ngày. Tình trạng suy nhược, chán ăn và đau đầu cũng thường xảy ra. Một số người phát triển một phát ban da với những đốm hồng. Nếu không điều trị, các triệu chứng có thể kéo dài hàng tuần hoặc hàng tháng. Những người khác có thể mang vi khuẩn mà không bị bệnh; tuy nhiên, họ vẫn có thể truyền bệnh cho người khác. Cả thương hàn và phó thương hàn đều có mức độ nghiêm trọng như nhau. Sốt phó thương hàn là một loại sốt ruột cùng với sốt thương hàn.
Phó thương hàn do vi khuẩn Salmonella enterica của các mẫu huyết thanh Paratyphi A, Paratyphi B, hoặc Paratyphi C phát triển trong ruột và máu. Chúng thường lây nhiễm qua ăn uống hoặc nước bị nhiễm phân người bệnh. Chúng có thể xảy ra khi một người chuẩn bị thức ăn bị nhiễm bệnh. Các yếu tố nguy cơ bao gồm vệ sinh kém ở vùng đông dân cư nghèo. Một số trường hợp, bệnh có thể lây truyền qua đường tình dục. Con người là loài động vật duy nhất bị nhiễm bệnh. Chẩn đoán có thể dựa trên các triệu chứng và được xác định bằng cách nuôi cấy vi khuẩn hoặc phát hiện DNA của vi khuẩn trong máu, phân hoặc tủy xương. Nuôi cấy vi khuẩn có thể khó khăn. Test tủy xương là chuẩn xác nhất.  Các triệu chứng tương tự như nhiều bệnh truyền nhiễm khác. Bệnh sốt phát ban là bệnh không liên quan.
Mặc dù không có vắc-xin chủng ngừa đặc biệt cho bệnh phó thương hàn, vắc-xin thương hàn cũng có một số ích lợi. Phòng ngừa bao gồm uống nước sạch, vệ sinh sạch sẽ và rửa tay đúng cách. Điều trị bằng thuốc kháng sinh như azithromycin. Tình trạng đề kháng với một số kháng sinh có hiệu quả trước đây xảy ra phổ biến.
Phó thương hàn ảnh hưởng đến khoảng sáu triệu người mỗi năm.  Phổ biến nhất ở các vùng của châu Á và hiếm ở các quốc gia phát triển. Hầu hết các trường hợp do Paratyphi A hơn là Paratyphi B hoặc C. Trong năm 2015, sốt phó thương hàn làm 29.200 ca tử vong, giảm từ 63.000 ca tử vong vào năm 1990. Nguy cơ tử vong là từ 10 đến 15% trường hợp không điều trị, và được điều trị thì còn dưới 1%.